# Ілматсалу (Тарту)
І́лматсалу (ест. Ilmatsalu küla) — село в Естонії, у міському самоврядуванні Тарту повіту Тартумаа.

## Населення
Чисельність населення на 31 грудня 2011 року становила 59 осіб.

## Історія
До 1 листопада 2017 року село входило до складу волості Тягтвере.